# 丽萼熊巴掌
丽萼熊巴掌（学名：Phyllagathis longiradiosa var. pulchella）为野牡丹科锦香草属下的一个变种。

## 扩展阅读
- 維基物種上的相關：丽萼熊巴掌